# Чаробњак (кратки филм)
„Чаробњак” је југословенски кратки филм из 1964. године. Режирао га је Светислав Штетин а сценарио је написао Слободан Филимоновић.

## Улоге
| Глумац         | Улога |
| -------------- | ----- |
| Радмило Ћурчић |       |